# Soboliwka (Hajssyn)
Soboliwka (ukrainisch Соболівка; russisch Соболевка Sobolewka, polnisch Sobolówka) ist ein Dorf im Osten der ukrainischen Oblast Winnyzja mit etwa 3700 Einwohnern (2001).
Die Ortschaft in der historischen Region Podolien liegt am Ufer der Sura (Сура), einem 24 km langen Nebenfluss des Südlichen Bugs 24 km westlich vom ehemaligen Rajonzentrum Teplyk und etwa 120 km südöstlich vom Oblastzentrum Winnyzja. Soboliwka besitzt seit 1900 eine Bahnstation an der Bahnstrecke Winnyzja–Hajworon. Durch das Dorf verläuft die Territorialstraße T–02–24.

## Geschichte
Das erstmals in der Mitte des 17. Jahrhunderts schriftlich erwähnte Dorf wurde 1672 von den Tataren ausgeraubt und zerstört und zu Beginn des 18. Jahrhunderts wieder aufgebaut.

## Verwaltungsgliederung
Am 29. Juni 2018 wurde das Dorf zum Zentrum der neugegründeten Landgemeinde Soboliwka (Соболівська сільська громада/Soboliwska silska hromada). Zu dieser zählten auch die 2 Dörfer Antoniwka und Schymaniwka, bis dahin bildete es zusammen mit dem Dorf Antoniwka die gleichnamige Landratsgemeinde Soboliwka (Соболівська сільська рада/Soboliwska silska rada) im Westen des Rajons Teplyk.
Am 12. Juni 2020 kamen noch die 9 in der untenstehenden Tabelle aufgelisteten Dörfer zum Gemeindegebiet.
Am 17. Juli 2020 kam es im Zuge einer großen Rajonsreform zum Anschluss des Rajonsgebietes an den Rajon Hajssyn.
Folgende Orte sind neben dem Hauptort Soboliwka Teil der Gemeinde:
| Name                     | Name           | Name                                  |
| ukrainisch transkribiert | ukrainisch     | russisch                              |
| ------------------------ | -------------- | ------------------------------------- |
| Antoniwka                | Антонівка      | Антоновка (Antonowka)                 |
| Bridok                   | Брідок         | Бродок (Brodok)                       |
| Metaniwka                | Метанівка      | Метановка (Metanowka)                 |
| Orliwka                  | Орлівка        | Орловка (Orlowka)                     |
| Pantschyschyne           | Панчишине      | Панчишино (Pantschischino)            |
| Petraschiwka             | Петрашівка     | Петрашовка (Petraschowka)             |
| Pobirka                  | Побірка        | Поборка (Poborka)                     |
| Sawadiwka                | Завадівка      | Завадовка (Sawadowka)                 |
| Schewtschenka            | Шевченка       | Шевченко (Schewtschenko)              |
| Schymaniwka              | Шиманівка      | Шимановка (Schimanowka)               |
| Welyka Motschulka        | Велика Мочулка | Великая Мочулка (Welikaja Motschulka) |

### Holocaust
Ab dem 20. Oktober 1941 war die deutsche Zivilverwaltung in Soboliwka tätig, das zum Gebiet Haisyn des Generalbezirks Schytomyr des Reichskommissariats Ukraine gehörte.
Ende 1941 wurde in Soboliwka ein Ghetto eingerichtet; alle Juden wurden in mehrere Häuser in der Nähe des Marktplatzes gebracht. Es war verboten, das Ghetto zu verlassen. Da die jungen Leute zur Zwangsarbeit weggeschickt wurden, blieben vor allem ältere Menschen und Mütter mit kleinen Kindern im Ghetto. Am 27. Mai 1942 umstellte das SD-Sonderkommando das Ghetto, unterstützt von der örtlichen Hilfspolizei und einer Einheit eines ungarischen Bataillons. Mehr als 300 Juden wurden auf dem Marktplatz versammelt und in einer Kolonne zu dem Ort im Wald geführt, an dem eine Grube ausgehoben worden war, wo sie ermordet wurden.
Nur wenige Juden überlebten die deutsche Besatzung, die Zwangsarbeit und die Massenerschießungen. Einigen gelang die Flucht auf die andere Seite des südlichen Bug, wo sie in der rumänischen Besatzungszone bessere Überlebenschancen hatten. Obwohl in Soboliwka kein einziger Gerechter unter den Völkern offiziell registriert ist, sind die Namen von etwa 15 Personen bekannt, die Juden gerettet haben.
Im Jahr 1948 errichteten die Angehörigen der Opfer an dieser Stelle eine Gedenkstätte. Im Jahr 1968 wurde die Gedenkstätte auf Initiative der örtlichen Dorfbewohner und der jüdischen Gemeinde und mit Mitteln der örtlichen Zuckerfabrik renoviert. Im Jahr 2023 hat das internationale Projekt „Connecting Memory“ mit Unterstützung des Auswärtigen Amtes den Ort hergerichtet, die Gedenkstätte nach einem Entwurf des Architekten Taras Savka rekonstruiert und eine Informationstafel angebracht.

## Persönlichkeiten
- Samuel Alman (1879–1947), hier geborener russisch-britischer Chorleiter und Komponist